# Jane Stirling
Pour les articles homonymes, voir Stirling.
Jane Wilhelmina Stirling, née le 15 janvier 1804 à Kippenross et morte le 6 février 1859 à Mid Calder, est une aristocrate écossaise, surtout connue comme élève et amie de Frédéric Chopin (1810-1849), qu'elle a fréquenté dans les dernières années de la vie du compositeur.

## Biographie
Elle est la fille de John Stirling, laird de Kippendavie, et naît à Kippenross House près de Dunblane (comté de Perth). 
À partir de 1826, elle séjourne régulièrement à Paris, souvent avec sa sœur Catherine (veuve Erskine), née en 1791. Elle y rencontre de nombreux artistes et écrivains.
Elle est l'élève de Chopin à partir de 1842. Celui-ci lui dédie les deux Nocturnes (en fa mineur et mi bémol majeur, op. 55) publiés au mois d'août 1844.
Lorsque Chopin se rend en Grande-Bretagne en 1848 pour une série de concerts, il séjourne dans différentes demeures de la famille  Stirling dans la région d'Édimbourg. 
À son retour à Paris et jusqu'à sa mort quelques mois plus tard, Jane Stirling l'entoure de ses prévenances.
À la mort de Chopin, elle participe aux préparatifs des funérailles. Elle rachète une partie de ses biens mis aux enchères, en conservant quelques-uns et offrant les autres à Louise Jedrzejewicz (1807-1855), sœur aînée du musicien, ainsi qu'à des amis et à des élèves du compositeur.  
Durant l'année 1850, elle rend compte à la famille Chopin, en Pologne, de l'exécution et de la pose du monument destiné à son tombeau au cimetière du Père-Lachaise. Elle inaugure la tradition des pèlerinages annuels au Père-Lachaise, reprise en 1911 par le musicologue français Édouard Ganche (1880-1945) dans le cadre de la Société Chopin.
Jane Stirling possédait une édition française des œuvres de Chopin, annotée par lui-même ; en 1927, cet ouvrage a été offert à Édouard Ganche par la petite-nièce de Jane, Anne D. Houstoun. Il en a tiré son Édition monumentale de l'œuvre de Frédéric Chopin (Oxford University Press, 1928-1932).
Jane Stirling est inhumée sous une dalle de l'aile nord de la cathédrale de Dunblane, en Écosse.